# C.J. Brown
C.J. Brown, född 15 juni 1975, är en amerikansk före detta fotbollsspelare, som under tolv år spelade mittback för Chicago Fire i Major League Soccer.
Han är den spelare i Fire som har spelat flest matcher i grundserien för klubben, det vill säga 295 matcher över sina elva år som spelare för Fire.
Brown har varit med och vunnit MLS Cup med Fire 1998 och har även vunnit Lamar Hunt U.S. Open Cup vid fyra tillfällen 1998, 2000, 2003 och 2006.

## Statistik

### Grundserien
| Säsong | Klubb        | Liga                | Matcher | Mål |
| ------ | ------------ | ------------------- | ------- | --- |
| 1998   | Chicago Fire | Major League Soccer | 28      | 2   |
| 1999   | Chicago Fire | Major League Soccer | 26      | 0   |
| 2000   | Chicago Fire | Major League Soccer | 27      | 0   |
| 2001   | Chicago Fire | Major League Soccer | 22      | 0   |
| 2002   | Chicago Fire | Major League Soccer | 24      | 0   |
| 2003   | Chicago Fire | Major League Soccer | 21      | 0   |
| 2004   | Chicago Fire | Major League Soccer | 24      | 0   |
| 2005   | Chicago Fire | Major League Soccer | 20      | 0   |
| 2006   | Chicago Fire | Major League Soccer | 28      | 1   |
| 2007   | Chicago Fire | Major League Soccer | 29      | 0   |
| 2008   | Chicago Fire | Major League Soccer | 3       | 0   |
| 2009   | Chicago Fire | Major League Soccer | 18      | 0   |
| 2010   | Chicago Fire | Major League Soccer | 26      | 0   |
| Totalt | Totalt       | Totalt              | 296     | 3   |

### Slutspelet
| Säsong | Klubb        | Liga    | Matcher | Mål |
| ------ | ------------ | ------- | ------- | --- |
| 1998   | Chicago Fire | MLS Cup | 5       | 0   |
| 1999   | Chicago Fire | MLS Cup | 3       | 0   |
| 2000   | Chicago Fire | MLS Cup | 7       | 1   |
| 2001   | Chicago Fire | MLS Cup | 6       | 0   |
| 2002   | Chicago Fire | MLS Cup | 3       | 0   |
| 2005   | Chicago Fire | MLS Cup | 3       | 0   |
| 2006   | Chicago Fire | MLS Cup | 2       | 0   |
| 2007   | Chicago Fire | MLS Cup | 3       | 0   |
| Total  | Total        | Total   | 32      | 1   |